# Mętów
Mętów is een plaats in het Poolse district  Lubelski, woiwodschap Lublin. De plaats maakt deel uit van de gemeente Głusk en telt 890 inwoners.